# Gordon Hayward
Gordon Daniel Hayward (Indianápolis, 23 de março de 1990) é um ex-jogador profissional de basquete norte-americano.
Ele jogou duas temporadas de basquete universitário na Universidade Butler e foi selecionado pelo Utah Jazz como a nona escolha geral no Draft da NBA de 2010. Ele jogou sete temporadas em Utah antes de assinar com o Boston Celtics em 2017. Na temporada de 2017-18, ele sofreu uma fratura na tíbia e não jogou no resto da temporada. Ele jogou mais duas temporadas com a franquia antes que os Celtics o trocassem para os Hornets em novembro de 2020, onde atuou até 2024. Em 2024, a equipe de Charlotte o trocou para o Oklahoma City Thunder, onde encerrou sua carreira no mesmo ano.

## Carreira no ensino médio
Hayward estudou na Brownsburg High School em Brownsburg, Indiana. Ele tinha 1,80 m de altura como calouro e 2,03 m em seu último ano. Até seu surto de crescimento, Hayward foi mais bem sucedido no tênis.
Em seu último ano, Hayward teve médias de 18,0 pontos, 8,4 rebotes e 3,6 assistências. Ele levou Brownsburg a final estadual de Indiana State Class 4A. No jogo do título, Hayward fez a cesta vencedora do jogo sobre Marion High School.
Hayward foi selecionado pra Segunda-Equipe do Estado pela AP e pra Primeira-Equipe pela Associação de Técnicos de Indiana. Ele foi selecionado como o melhor jogador de Indianápolis do ano. Hayward também foi selecionado para representar Indiana no jogo All-Star entre Indiana e Kentucky, no qual Indiana venceu.

## Carreira universitária
Hayward era um prospecto de três estrelas pela Rivals.com. Ele aceitou uma bolsa de estudos da Universidade Butler, treinada por Brad Stevens, apesar do interesse de Purdue e Michigan. Hayward escolheu Butler porque os treinos não iriam interferir em seus planos de especialização em engenharia da computação.
Como calouro, Hayward teve médias de 13,1 pontos e 6,5 rebotes. Ele foi nomeado o Novato do Ano da Horizon League, além de ser selecionado para o Time de Novatos e para a Primeira-Equipe da liga. Na final da Horizon League de 2009, Butler perdeu para Cleveland. A Universidade recebeu um convite para participar do Torneio da NCAA e perdeu na Primeira Rodada para LSU.
Em sua segunda temporada, Hayward teve médias de 15,5 pontos e 8,2 rebotes. Butler foi campeão da Horizon League de 2010. Hayward foi eleito o Jogador do Ano e foi selecionado para a Primeira-Equipe da Horizon League.
Butler perdeu para Duke na final do Torneio da NCAA. Hayward foi selecionado para a equipe ideal do torneio.

## Carreira profissional

### Utah Jazz (2010–2017)

#### Primeiros anos (2010–2013)
Após o Torneio da NCAA de 2010, Hayward confirmou que iria se tornar elegível para o Draft da NBA de 2010 e contratou Mark Bartelstein como agente. Em 24 de junho de 2010, Hayward foi selecionado pelo Utah Jazz como a nona escolha geral.
Como um novato, Hayward era um jogador que vinha do banco de reservas. Em 5 de abril de 2011, ele teve um desempenho perceptível em uma vitória por 86-85 sobre o Los Angeles Lakers, terminando com 22 pontos, 6 rebotes e 5 assistências. Hayward terminou a temporada com um jogo de 34 pontos em uma vitória por 107-103 sobre o Denver Nuggets em 13 de abril.
Em seu segundo ano, Hayward se estabeleceu como titular e foi selecionado para jogar no NBA Rising Stars Challenge. Ele fez sua estreia nos playoffs da NBA contra o San Antonio Spurs com os Jazz tendo sido varrido por 4-0.
Em seu terceiro ano, Hayward virou um sexto homem, mas teve sua melhor média de pontos. Ele ficou em terceiro lugar no Prêmio de Sexto Homem do Ano da NBA.

#### Evolução (2013–2016)
Após a saída de Paul Millsap e Al Jefferson durante a offseason de 2013, Hayward emergiu como a nova ameaça ofensiva dos Jazz com suas melhores médias de pontos, rebotes, assistências e roubadas de bola. Em 7 de janeiro de 2014, ele marcou 37 pontos em uma vitória sobre o Oklahoma City Thunder.

Após a temporada de 2013-14, Hayward tornou-se um agente livre restrito. Em 10 de julho de 2014, ele recebeu uma oferta de contrato de US $ 63 milhões por quatro anos do Charlotte Hornets. Em 12 de julho de 2014, o Jazz igualou a oferta e re-contratou Hayward.

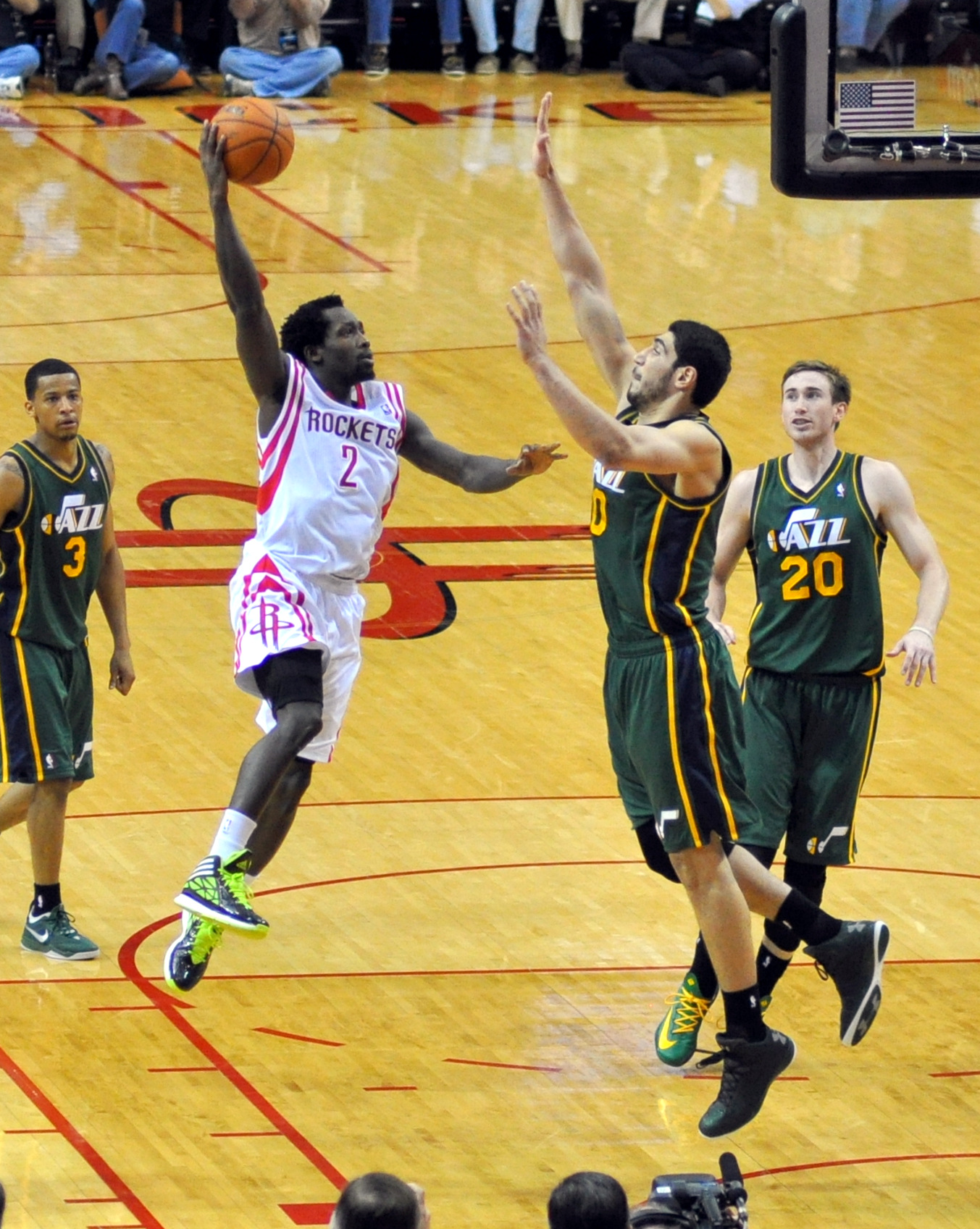
Da esquerda para a direita: Trey Burke, Patrick Beverley, Enes Kanter e Hayward

Na temporada de 2014-15, Hayward teve sua melhor média de pontos (19.3 pontos). Em 14 de novembro de 2014, ele marcou 33 pontos na vitória por 102-100 sobre o New York Knicks. Na temporada de 2015–16, Hayward voltou a ter sua melhor média de pontos (19.7 pontos). Em 18 de janeiro de 2016, ele marcou 36 pontos em uma derrota por 124-119 para o Charlotte Hornets.

#### All-Star (2016–2017)
Em 7 de outubro de 2016, Hayward sofreu uma fratura em um dedo da mão esquerda e, como resultado, perdeu os primeiros seis jogos da temporada de 2016-17. Ele fez sua estreia na temporada em 6 de novembro, marcando 28 pontos em uma vitória por 114-109 sobre o New York Knicks. Hayward teve novamente sua melhor média de pontos por jogo, 21.9 pontos, melhorando seus pontos por jogo pela sexta temporada consecutiva. Em 26 de janeiro de 2017, Hayward foi selecionado para o All-Star Game de 2017 pelo voto dos treinadores da Conferência Oeste.
Em 9 de fevereiro de 2017, Hayward marcou 36 pontos em uma derrota por 112–105 para o Dallas Mavericks. Em 2 de março de 2017, ele marcou 38 pontos em uma derrota por 107-100 para o Indiana Pacers. Em 7 de abril de 2017, ele marcou 39 pontos em uma vitória por 120-113 sobre o Minnesota Timberwolves.
Em 21 de abril de 2017, no Jogo 3 da primeira rodada dos playoffs contra o Los Angeles Clippers, Hayward marcou 40 pontos em uma derrota por 111-106. Os 21 pontos do primeiro quarto de Hayward foi um recorde da franquia em playoffs. No Jogo 7 da série, Hayward marcou 26 pontos e o Jazz eliminou os Clippers com uma vitória por 104-91, fechando a série em 4-3 e conquistando a primeira série vitoriosa da franquia desde 2010. Eles acabaram perdendo na segunda rodada para o Golden State Warriors por 4-0.

### Boston Celtics (2017–2020)
Em 4 de julho de 2017, Hayward anunciou, por meio da The Players 'Tribune, que assinaria com o Boston Celtics. Em 14 de julho, ele assinou um contrato de US $ 128 milhões com os Celtics.
Em 17 de outubro de 2017, Hayward sofreu uma fratura na tíbia e deslocou o tornozelo de sua perna esquerda em menos de seis minutos do início da temporada regular contra o Cleveland Cavaliers. Mais tarde, ele foi descartado para o resto da temporada depois de passar por uma cirurgia. Hayward fez progressos consideráveis até precisar de uma segunda cirurgia em março de 2018.
Em 16 de outubro de 2018, Hayward jogou em seu primeiro jogo desde a lesão no tornozelo. Ele registrou 10 pontos e cinco rebotes em 25 minutos na vitória por 105-87 sobre o Philadelphia 76ers. Em 1 de dezembro de 2018, ele marcou 30 pontos em uma vitória por 118-109 sobre o Minnesota Timberwolves. Em 2 de janeiro de 2019, ele fez 35 pontos em uma vitória por 115-102 sobre os Timberwolves.
Em 5 de novembro de 2019, Hayward marcou 39 pontos em uma vitória por 119-116 sobre os Cavaliers. Em 9 de novembro, ele fraturou a mão esquerda em um jogo contra o San Antonio Spurs. Em 9 de dezembro de 2019, Hayward voltou da lesão contra os Cavaliers.
Em 17 de agosto de 2020, Hayward se machucou com uma entorse de grau 3 no tornozelo direito após pousar indevidamente no pé do companheiro de equipe Daniel Theis ao saltar para um rebote durante a 1ª rodada dos playoffs contra o Philadelphia 76ers. Em 20 de setembro de 2020, ele voltou a jogar no Jogo 3 das finais da Conferência Leste contra o Miami Heat.

### Charlotte Hornets (2020–2024)
Em 29 de novembro de 2020, Hayward assinou com o Boston Celtics por 4 anos e $ 120 milhões e, em seguida, foi negociado com o Charlotte Hornets, junto com as escolhas da segunda rodada de 2023 e 2024, em troca de uma escolha de segunda rodada de 2022.
Em 23 de dezembro de 2020, Hayward fez sua estreia nos Hornets e registrou 28 pontos, sete assistências e quatro rebotes na derrota por 121–114 para o Cleveland Cavaliers. Em 6 de janeiro de 2021, ele marcou 44 pontos em uma vitória de 102-94 sobre o Atlanta Hawks.
Em 7 de fevereiro de 2022, Hayward sofreu uma lesão no tornozelo na derrota por 101-116 para o Toronto Raptors. Dois dias depois, ele foi diagnosticado com ligamentos torcidos no tornozelo esquerdo e foi descartado indefinidamente. Ele voltou de lesão em 2 de abril, registrando cinco pontos e quatro assistências na derrota por 114-144 para o Philadelphia 76ers. Em 10 de abril, Hayward foi descartado por pelo menos duas semanas com desconforto no pé esquerdo.
Na temporada 2022–23, ainda pelo Charlotte Hornets, Gordon Hayward enfrentou dificuldades devido a lesões, limitando sua participação a 50 jogos. Apesar das adversidades, manteve médias de 14,7 pontos, 4,3 rebotes e 4,1 assistências por jogo. Com o desempenho irregular da equipe, rumores sobre uma possível troca começaram a surgir.

### Oklahoma City Thunder (2024)
Em 8 de fevereiro de 2024, Hayward foi negociado para o Oklahoma City Thunder em troca de Dāvis Bertāns, Tre Mann, Vasilije Micić e escolhas de segunda rodada do draft. No Thunder, encontrou dificuldades para se firmar na rotação, registrando médias de 5,4 pontos e 2,5 rebotes em 15 partidas da temporada regular. Durante os playoffs, sua participação foi reduzida, acumulando apenas 15 minutos totais na série contra o Dallas Mavericks.
Após a eliminação do Thunder, Hayward expressou insatisfação com seu papel na equipe e, em 1º de agosto de 2024, anunciou sua aposentadoria da NBA aos 34 anos.

## Carreira na seleção
Hayward foi selecionado como membro da equipe dos Estados Unidos para a Copa do Mundo Sub-19 de 2009. Hayward teve médias de 10 pontos e 5,7 rebotes e levou a seleção ao título. Ele foi selecionado para a equipe ideal do torneio.
Em 2012, Hayward foi selecionado como membro da equipe que treinou contra a equipe olímpica dos Estados Unidos. Em 2014, ele foi selecionado para a equipe que iria disputar a Copa do Mundo, mas ele não chegou à lista final de 12 jogadores. Em 2016, ele foi selecionado para a lista final da seleção que iria disputar os Jogos Olímpicos de 2012 mas ele retirou seu nome da seleção citando "obrigações familiares".

## Estatísticas na carreira

### NBA

#### Temporada regular
| Ano      | Equipe    | PJ  | PT  | MPJ  | AP   | 3P   | LL   | RT  | AS  | BR  | TO  | PPJ  |
| -------- | --------- | --- | --- | ---- | ---- | ---- | ---- | --- | --- | --- | --- | ---- |
| 2010–11  | Utah      | 72  | 17  | 16.9 | .485 | .473 | .711 | 1.9 | 1.1 | .4  | .3  | 5.4  |
| 2011–12  | Utah      | 66  | 58  | 30.5 | .456 | .346 | .832 | 3.5 | 3.1 | .8  | .6  | 11.8 |
| 2012–13  | Utah      | 72  | 27  | 29.2 | .435 | .415 | .827 | 3.1 | 3.0 | .8  | .5  | 14.1 |
| 2013–14  | Utah      | 77  | 77  | 36.4 | .413 | .304 | .816 | 5.1 | 5.2 | 1.4 | .5  | 16.2 |
| 2014–15  | Utah      | 76  | 76  | 34.4 | .445 | .364 | .812 | 4.9 | 4.1 | 1.4 | .4  | 19.3 |
| 2015–16  | Utah      | 80  | 80  | 36.2 | .433 | .349 | .824 | 5.0 | 3.7 | 1.2 | .3  | 19.7 |
| 2016–17  | Utah      | 73  | 73  | 34.5 | .471 | .398 | .844 | 5.4 | 3.5 | 1.0 | .3  | 21.9 |
| 2017–18  | Boston    | 1   | 1   | 5.0  | .500 | .000 | –    | 1.0 | .0  | .0  | .0  | 2.0  |
| 2018–19  | Boston    | 72  | 18  | 25.6 | .466 | .333 | .834 | 4.5 | 3.4 | .9  | .3  | 11.5 |
| 2019–20  | Boston    | 52  | 52  | 33.5 | .500 | .383 | .855 | 6.7 | 4.1 | .7  | .4  | 17.5 |
| 2020–21  | Charlotte | 44  | 44  | 34.0 | .473 | .415 | .843 | 5.9 | 4.1 | 1.2 | .3  | 19.6 |
| 2021–22  | Charlotte | 49  | 48  | 31.9 | .459 | .391 | .846 | 4.6 | 3.6 | 1.0 | .4  | 15.9 |
| Carreira | Carreira  | 734 | 571 | 29.0 | .461 | .347 | .822 | 4.3 | 3.2 | .8  | .3  | 14.5 |
| All-Star | All-Star  | 1   | 0   | 17.3 | .571 | .000 | –    | 1.0 | 2.0 | 4.0 | 0.0 | 8.0  |

#### Playoffs
| Ano      | Equipe   | PJ | PT | MPJ  | AP   | 3P   | LL    | RT  | AS  | BR  | TO  | PPJ  |
| -------- | -------- | -- | -- | ---- | ---- | ---- | ----- | --- | --- | --- | --- | ---- |
| 2012     | Utah     | 4  | 4  | 30.8 | .182 | .083 | 1.000 | 2.8 | 3.0 | .8  | .0  | 7.3  |
| 2017     | Utah     | 11 | 11 | 37.4 | .441 | .412 | .934  | 6.1 | 3.4 | .9  | .3  | 24.1 |
| 2019     | Boston   | 9  | 0  | 29.7 | .414 | .375 | 1.000 | 3.7 | 2.4 | .7  | .3  | 9.6  |
| 2020     | Boston   | 5  | 1  | 31.4 | .400 | .292 | .875  | 4.0 | 2.8 | 1.4 | .4  | 10.8 |
| Carreira | Carreira | 29 | 16 | 32.3 | .359 | .290 | .952  | 4.1 | 2.9 | 0.9 | 0.2 | 12.9 |

### Universidade
| Ano      | Equipe   | PJ | PT | MPJ  | AP   | 3P   | LL   | RT  | AS  | BR  | TO  | PPJ  |
| -------- | -------- | -- | -- | ---- | ---- | ---- | ---- | --- | --- | --- | --- | ---- |
| 2008–09  | Butler   | 32 | 32 | 32.7 | .479 | .448 | .815 | 6.5 | 2.0 | 1.5 | .9  | 13.1 |
| 2009–10  | Butler   | 37 | 37 | 33.5 | .464 | .294 | .829 | 8.2 | 1.7 | 1.1 | .8  | 15.5 |
| Carreira | Carreira | 69 | 69 | 33.1 | .471 | .371 | .822 | 7.3 | 1.8 | 1.3 | 0.8 | 14.3 |

Fonte:

## Vida pessoal
Hayward é o filho de Jody e Gordon Scott Hayward. Ele tem uma irmã gêmea, Heather, que jogou tênis na Universidade Butler. Ele é casado e em 2015, sua esposa Robyn deu à luz o primeiro filho do casal. Em julho de 2016, nasceu o segundo filho do casal.
Hayward é cristão. Ele disse: “Estou jogando para a glória de Deus. Isso torna a vida mais fácil. Isso tira muita pressão de você. Minha inspiração em primeiro lugar sempre tem que ser Deus. Eu jogo todos os jogos para ele e depois disso minha inspiração é minha família.”
Hayward está interessado em videogames e nomeou League of Legends como o seu favorito. Hayward também atua em jogos para celular como Clash Royale, onde criou um clã convidando amigos e fãs para competir e socializar. Em outubro de 2018, a Riot Games, desenvolvedora de League of Legends, lançou um comercial animado em apoio à recuperação de Hayward. Ele apareceu em comerciais para a IGN Pro League e jogou StarCraft II durante a IGN Pro League 3 em 2011. Em 9 de agosto de 2019, ele assinou um contrato vitalício honorário com a Hupu, uma equipe chinesa de League of Legends.
Em 2018, Hayward assinou um contrato de patrocínio com a empresa chinesa de calçados e vestuário esportivo, Anta Sports. Como parte do acordo, ele vai estrelar uma linha de sapatos. Hayward anteriormente tinha acordos de patrocínio com a Peak Sport e a Nike.